# Gunpowder Milkshake
Gunpowder Milkshake is een Amerikaanse actiethriller uit 2021, onder regie van Navot Papushado naar een scenario van Ehud Lavski en Papushado. De hoofdrollen worden vertolkt door Karen Gillan, Lena Headey, Carla Gugino, Michelle Yeoh, Angela Bassett en Paul Giamatti.

## Rolverdeling
| Acteur         | Personage         |
| -------------- | ----------------- |
| Karen Gillan   | Sam               |
| Chloe Coleman  | Emily             |
| Lena Headey    | Scarlet           |
| Angela Bassett | Anna May          |
| Paul Giamatti  | Nathan            |
| Michelle Yeoh  | Florence          |
| Carla Gugino   | Mathilde          |
| Ralph Ineson   | Jim McAlester     |
| Freya Allan    | Jonge Sam         |
| Joanna Bobin   | Rose              |
| Ed Birch       | Lead Russian Thug |
| Adam Nagaitis  | Virgil            |
| Ivan Kaye      | Yankee            |
| Michael Smiley | Dr. Ricky         |

## Productie
Het project werd officieel aangekondigd tijdens de jaarlijke American Film Market in 2018, waarbij de rechten werden aangekocht door StudioCanal en The Picture Company.
In januari 2019 werd Karen Gillan gecast als een hoofdrolspeelsters. Een maand later werd Lena Headey toegevoegd aan het project. De casting werd in april uitgebreid met Paul Giamatti, Michelle Yeoh, Carla Gugino en Ivan Kaye.
De opnames gingen op 3 juni 2019 in Berlijn van start en eindigden op 20 augustus 2019.

## Release
Gunpowder Milkshake werd in de Verenigde Staten op 14 juli 2021 uitgebracht op de streamingdienst Netflix. Een week later wordt de film in onder meer Canada, Europa, Azië en Australië een bioscooprelease.